# ديفين فونيوك
ديفين فونيوك (بالفرنسية: Divine Fonjock)‏ (16 يناير 1984 في الكاميرون - ) هو لاعب كرة قدم كاميروني في مركز الوسط. شارك مع منتخب الكاميرون تحت 20 سنة لكرة القدم. أما مع النوادي، فقد لعب مع نادي تريفيزو ونادي رافينا ونادي سبال وUS Sestri Levante 1919 ‏ ولاتينا كالتشيو.